# Amaurospiza relicta
Amaurospiza relicta, "skifferblå kardinal", är en fågelart i familjen kardinaler inom ordningen tättingar. Den betraktas oftast som underart till indigokardinal (Amaurospiza concolor), men urskiljs sedan 2016 som egen art av Birdlife International och IUCN.
Fågeln förekommer i sydvästra Mexiko.  Den kategoriseras av IUCN som livskraftig.